# أي هازوكي
أي هازوكي (باليابانية: 葉月あい؛ بالكانا: はづき あい) هي ممثلة يابانية، ولدت في 22 سبتمبر 1995 في طوكيو في اليابان.